# Diko Dikow
Diko Dimitrow Dikow (bułg. Дико Димитров Диков, ur. 15 listopada 1910 w Berkowicy, zm. 14 kwietnia 1985 w Sofii) – bułgarski generał i polityk, minister spraw wewnętrznych Ludowej Republiki Bułgarii (1962–1968), deputowany do Zgromadzenia Narodowego w latach 1949–1976).

## Życiorys
Ukończył gimnazjum w Starej Zagorze i szkołę dla oficerów rezerwy. W 1930 został członkiem BPK. Służył w 8 pułku artylerii w Starej Zagorze. W 1933 aresztowany za prowadzenie działalności wywrotowej w armii i na podstawie ustawy o ochronie ojczyzny skazany na karę śmierci. Wyrok zamieniono na karę dożywotniego pozbawienia wolności. Dikow opuścił więzienie w 1941 na mocy amnestii i przyłączył się do komunistycznego ruchu oporu. 23 lipca 1942 został ponownie skazany na karę śmierci (zaocznie) w procesie członków kierownictwa partii komunistycznej. W 1943 objął dowództwo wraczańskiej strefy operacyjnej komunistycznego ruchu oporu.
Po przejęciu władzy przez komunistów we wrześniu 1944, służył w armii. W 1945 objął stanowisko zastępcy dowódcy d.s. politycznych 1 gwardyjskiej dywizji piechoty. W latach 1947–1949 kształcił się w Akademii Wojskowej im. Michaiła Frunzego w Moskwie. Po powrocie do Bułgarii, awansowany do stopnia generała-majora, objął dowództwo 1 Armii. W 1954 został członkiem Komitetu Centralnego Bułgarskiej Partii Komunistycznej. W latach 1955–1957 kształcił się w Akademii Sztabu Generalnego im. Klimenta Woroszyłowa w Moskwie. Po powrocie do kraju objął stanowisko wiceministra obrony, które sprawował do 1959, by następnie kierować wydziałem wojskowym KC BPK. W 1962 awansowany na stopień generała-pułkownika.
W latach 1962-1968 kierował resortem spraw wewnętrznych. W 1968 został pozbawiony stanowiska i wysłany jako poseł bułgarski na Kubę, gdzie pracował do emerytury. W 1981 został odznaczony orderem Bohatera Pracy Socjalistycznej.